# Joaquim Aleixandri i Babot
Joaquim Aleixandri i Babot (Barcelona, 30 de març de 1906 - Charny, Yonne, 9 de setembre de 2002) va néixer el 1906 al barri obrer barceloní del Poble Nou. És el segon de vuit germans d'una família de ferroviaris originaris de Tortosa. A la segona dècada del segle xx s'instal·laran a Girona on aviat els coneixeran com els Xandri.
Va ser soci del Centre d'Unió Republicana. L'any 1926 marxa a Tetuan a fer el servei militar i quan torna comença a treballar a l'estació de Portbou, on entra en contacte amb l'activisme polític clandestí. El traslladen a Breda, i poc després de la proclamació de la República, a Caldes de Malavella, on esdevé un dels líders del Centre Cultural d'Esquerra Catalana, adherit a ERC.
A Caldes de Malavella impulsa una publicació local, Sense Cridar. La publicació té una durada efímera però decisiva per encarrilar Aleixandri cap al periodisme amateur, col·labora en el setmanari esquerrà Acció Ciutadana de Girona.
Joaquim Aleixandri és elegit alcalde de Caldes de Malavella el febrer de 1937, càrrec que ocupa fins al maig del 1938 quan el criden per incorporar-se al front. Governarà només durant setze mesos un poble castigat per la guerra i amb molts refugiats i ferits al front que es refugien als balnearis de la població, utilitzats com hospitals de guerra.
Perduda la guerra s'ha d'exiliar a França, travessa la frontera el 13 de gener de 1939. L'any 1942 s'estableix definitivament a Grandchamp, prop d'Auxerre. Només tornarà un sol cop a Catalunya des del seu exili, a finals del 1980. Mor el 9 de setembre de 2002, als 96 anys, en una residència de Charny (Yonne). Dos anys després de la seva mort es van trobar al seu domicili de Grandchamp una vintena de llibretes, redactades entre el 1944 i el 1963, amb un diari personal i unes memòries manuscrites, un llarg repàs de la seva activitat política, des de la dictadura de Primo de Rivera, les campanyes electorals en època republicana i l'experiència en els camps de concentració francesos.